# Mike Hunter (cầu thủ bóng đá)
Michael Hunter (sinh ngày 27 tháng 5 năm 1948) là một cựu cầu thủ bóng đá người Anh thi đấu ở vị trí tiền đạo ở Football League cho Darlington và ở League of Ireland cho Sligo Rovers. Ông từng đầu quân cho Blackpool mà chưa thi đấu ở giải quốc nội lần nào. Hunter gia nhập Sligo Rovers vào tháng 8 năm 1968, và thi đấu cho đội bóng đến ít nhất năm 1970.